# Basic Element Group
Pour les articles homonymes, voir Sibal (homonymie).

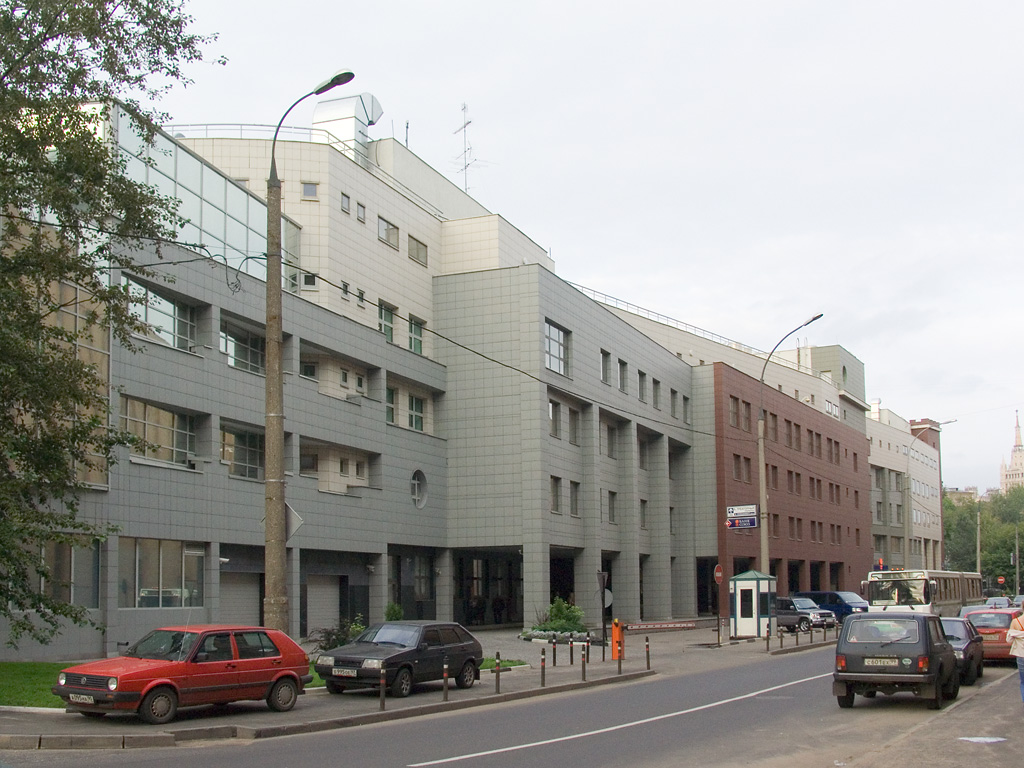
Le siège de l'entreprise

Basic Element, anciennement Sibal, est un groupe russe d'aluminium, diversifié dans les matières premières (bois, cuivre, métaux ferreux), l'énergie (pétrole et électricité), la mécanique automobile et ferroviaire, l'aviation (construction, services, infrastructures) les activités financières (banque, assurance, fonds de pension) et la construction (matériel et ciment).